# ПМ-79
ПМ-79 — болгарская противопехотная мина.

## История
Мина была разработана в 1970-е годы и принята на вооружение Болгарской Народной Армии в 1979 году.
Производилась на заводе «Дунарит» в городе Русе до 1991 года.
3 декабря 1997 года Болгария подписала конвенцию о запрете противопехотных мин, 4 сентября 1998 года она была ратифицирована и с 1 марта 1999 года страна стала участником конвенции, предусматривавшей уничтожение запасов противопехотных мин, не соответствующих условиям конвенции. 27 августа 1999 года правительство Болгарии сообщило, что на складах хранится 350 181 шт. мин ПМ-79, уничтожение которых начнётся в 1999 году. Все имевшиеся запасы противопехотных мин в стране были уничтожены до декабря 2000 года. 22 апреля 2002 года правительство Болгарии сообщило, что оборудование по производству противопехотных мин полностью демонтировано.

## Описание
ПМ-79 представляет собой фугасную противопехотную мину нажимного действия.
Мина массой 250 грамм собрана в пластмассовом корпусе, снаряжена зарядом взрывчатого вещества (70 грамм порошкообразного тротила) и оснащена взрывателем М-1.